# EE-9 (装甲車)
EE-9 カスカベル（ポルトガル語: EE-9 Cascavel。カスカベルは中南米に生息するガラガラヘビの一種）は、1960年代後半にブラジルのEngesa社が設計開発した、6輪式の偵察用装輪装甲車である。

## 概要
ブラジル陸軍からの開発要求に基づき、EE-11 ウルツ装甲兵員輸送車と共に開発が行われた。試作車は1970年に完成し、最初の量産車は1974年に完成した。EE-11とは多くの駆動系部品を共有するが、レイアウトは異なる。
装甲はブラジルで開発されたもので、硬度の異なる2枚の装甲を重ね合わせた構造で、外側が硬く、内側が軟らかい。これにより、重量の中で最大の防御力を発揮できるよう設計されている。車体前方には操縦手席があり、中央に戦闘室と2名用砲塔、後部にエンジンとトランスミッションが配置されている。エンジンとトランスミッションは、世界中の民間企業からスペアパーツを入手可能である。足回りは6輪駆動式で、タイヤ圧調整システムを装備しており、前方の2輪はパワーステアリングである。
武装については、初期生産型が37ミリ砲、その後は90ミリ砲を主砲として装備している。EE-9の派生型で最も多数が生産されたカスカベル Mk.IIIは、Engesa社製の砲塔にベルギーのコッカリル Mk.3 90mm低圧砲をライセンス生産したものを搭載している。副武装には同軸機関銃として7.62ミリ機関銃を装備し、砲塔上部に対空用の7.62ミリまたは12.7ミリ機関銃を装備可能である。
オプション装備も豊富で、射撃指揮システムやレーザー測距儀、昼夜間照準器、NBC防御システムなどを装備することが可能だった。
EE-9はラテンアメリカや中東、アフリカの第三世界諸国に広く輸出されている。イラン・イラク戦争においてはイランとイラクの双方がこれを購入・使用したほか、イラクは湾岸戦争においても使用している。イラクではまた、チェコスロバキアから輸入したOT-62装軌式装甲兵員輸送車にEE-9の90mm砲塔を搭載した改造車両を使用した。ほかにも、コロンビア軍がコロンビア革命軍（FARC）を筆頭とする左翼ゲリラ組織の掃討作戦に使用し、コロンビア最高裁占拠事件では人質を取って立てこもる武装勢力の排除に使用されるなど、それなりの実戦経験を有している。

## 派生型
カスカベル Mk.I
初期型。M8 グレイハウンド装甲車の砲塔と主砲を搭載している。
カスカベル Mk.II
砲塔をフランスのパナール社製H 90に換装し、主砲もフランス製DEFA D921 90mm砲を搭載している。
カスカベル Mk.III
砲塔をEngesa社製のものに換装し、主砲にコッカリル Mk.3 90mm低圧砲をEngesa社でライセンス生産した砲を搭載している。
カスカベル Mk.IV
エンジンとトランスミッションを新型に換装し、ランフラットタイヤを装備。また、砲塔には昼夜兼用の光学照準器とレーザーレンジファインダーを装備。
カスカベル Mk.V
Engesa社が開発した最後のカスカベルの改良型。エンジンをメルセデス・ベンツ社製OM52A ディーゼルエンジン（190馬力）に換装。
カスカベル Mk.VI
カスカベル Mk.Vのエンジンをメルセデス・ベンツ社製OM352A ディーゼルエンジンに換装。
カスカベル Mk.VII
カスカベル Mk.IVとカスカベル Mk.Vのギアボックスを換装。

## 運用国
- ブラジル: 600両
- イラン: 189両（それらのほとんどは、イラン・イラク戦争中に取得）
- コロンビア: 2024年時点で、コロンビア陸軍が121両を保有[4]。
- キプロス: 124両。2023年時点では、キプロス国家守備隊が79両を保有[5]。
- ジンバブエ: 90両
- チリ: 80両（すでに退役）
- リビア: 70両
- エクアドル: 2024年時点で、エクアドル陸軍が32両を保有[6]。
- スリナム: 2024年時点で、スリナム国軍が6両を保有[7]。
- イラク: 35両（それらのほとんどは、イラン・イラク戦争中に失った）
- カタール: 30両
- パラグアイ: 2024年時点で、パラグアイ陸軍が28両を保有[8]。
- ボリビア: 2024年時点で、ボリビア陸軍が24両を保有[9]。
- ドミニカ共和国: 20両
- ウルグアイ: 2024年時点で、ウルグアイ陸軍が15両を保有[10]。
- ガイアナ: 6両
- ブルキナファソ: 2両
- ミャンマー: 150両（ 第三国であるイスラエルが国際市場より調達した物をミャンマーが購入。シャン州に集中配備され、ミャンマー・タイ国境に配置されているともいわれる）

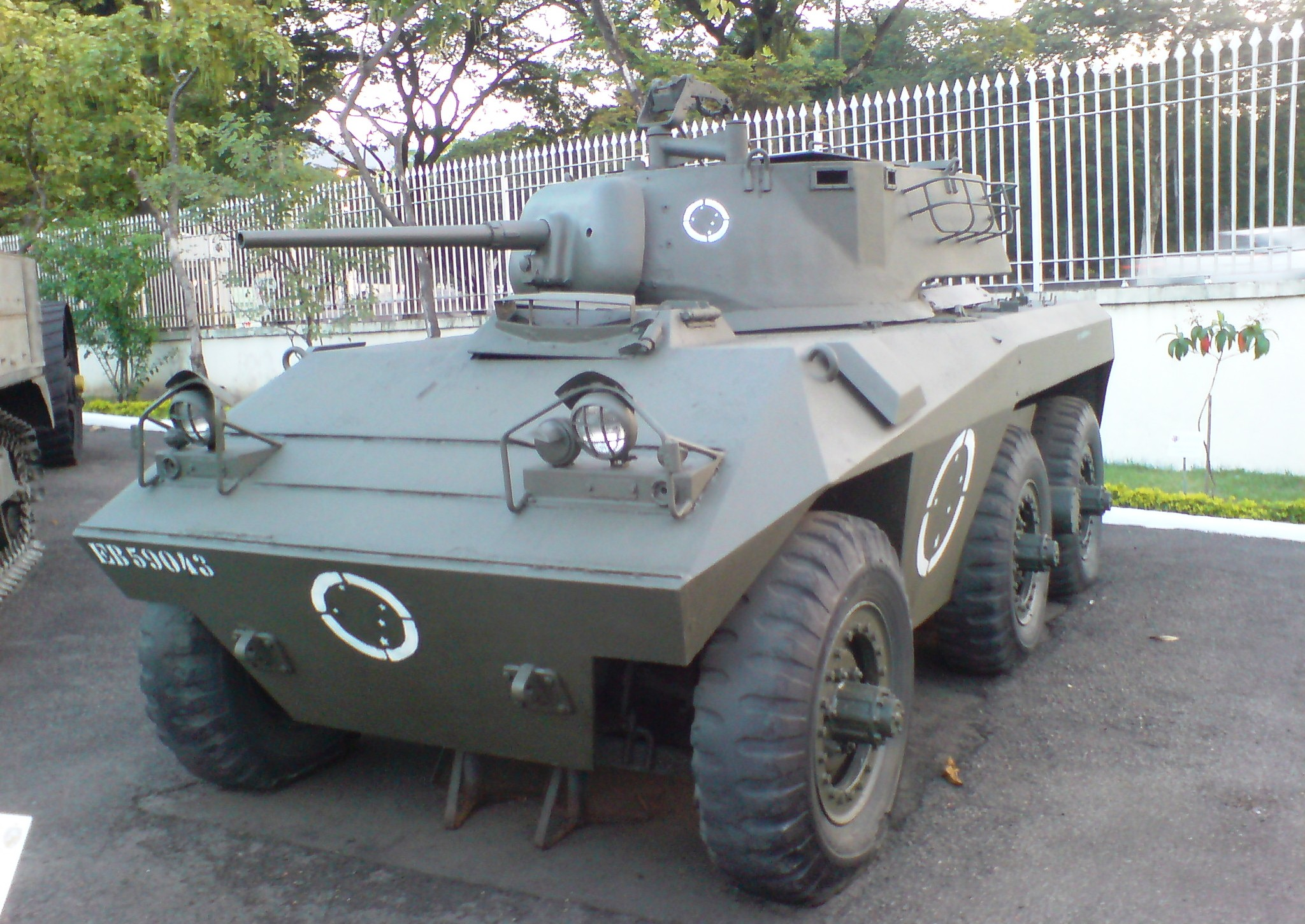
初期型のカスカベル Mk.I
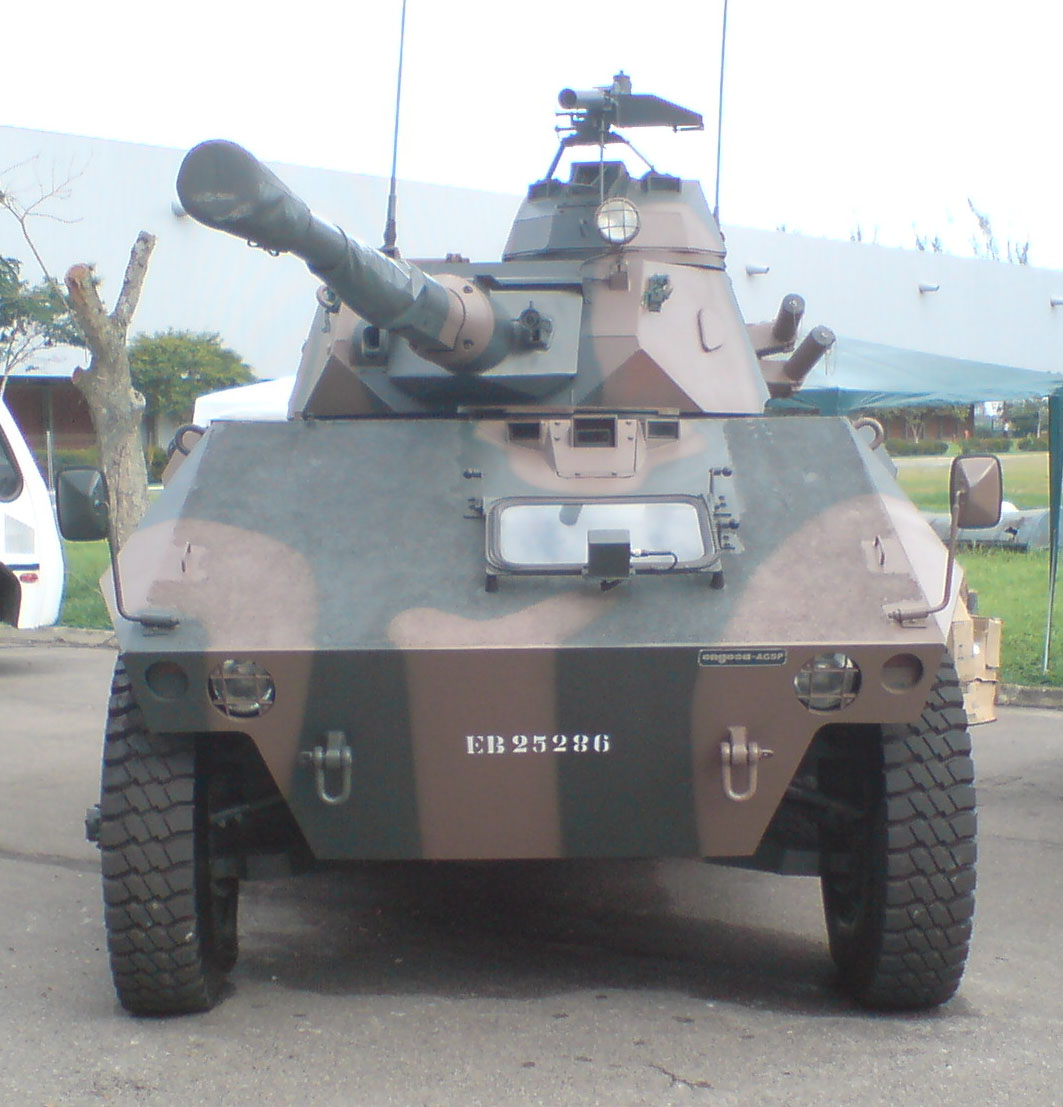
ブラジル軍のカスカベル Mk.III
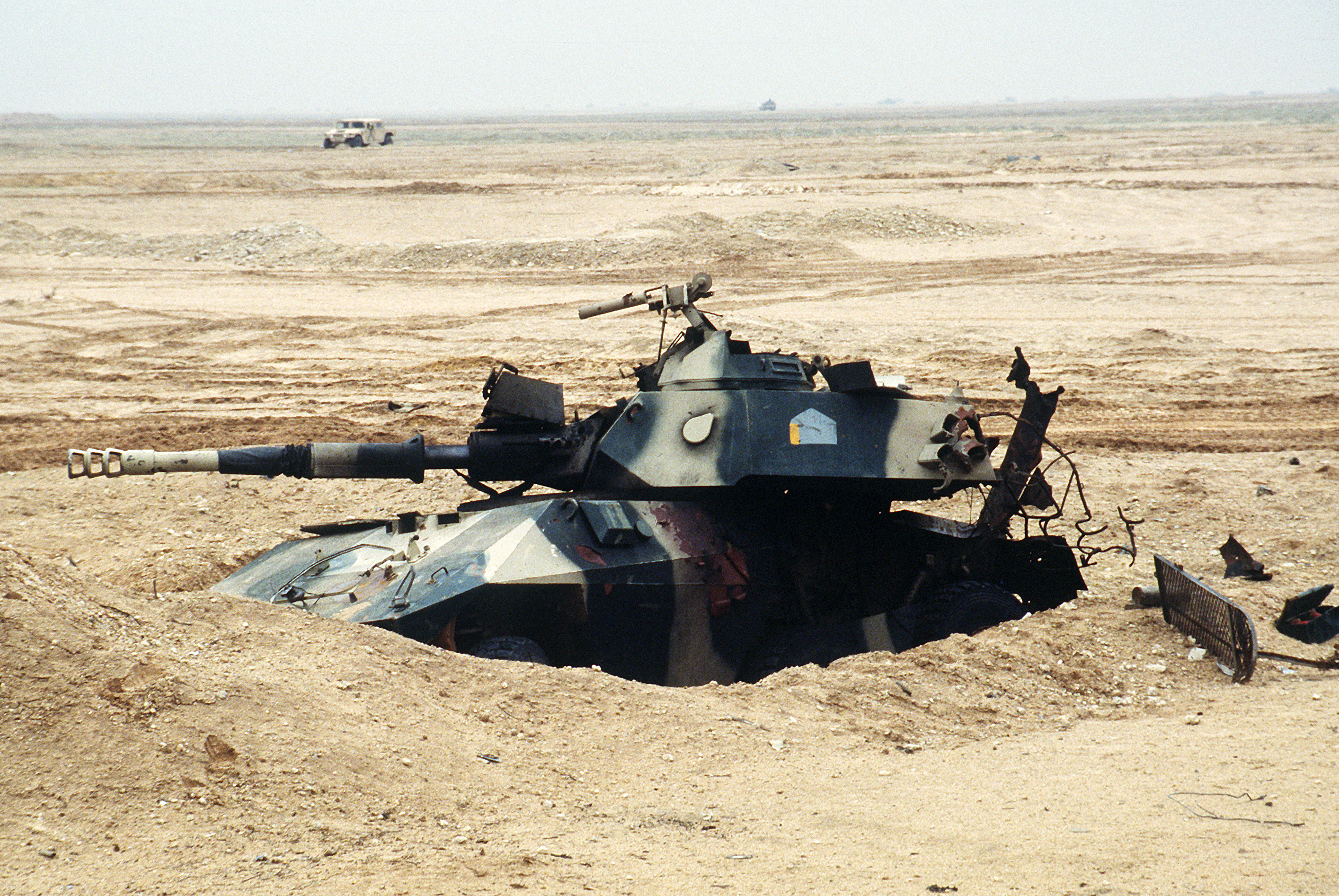
戦闘でダメージを受けたイラク軍のカスカベル Mk.IV
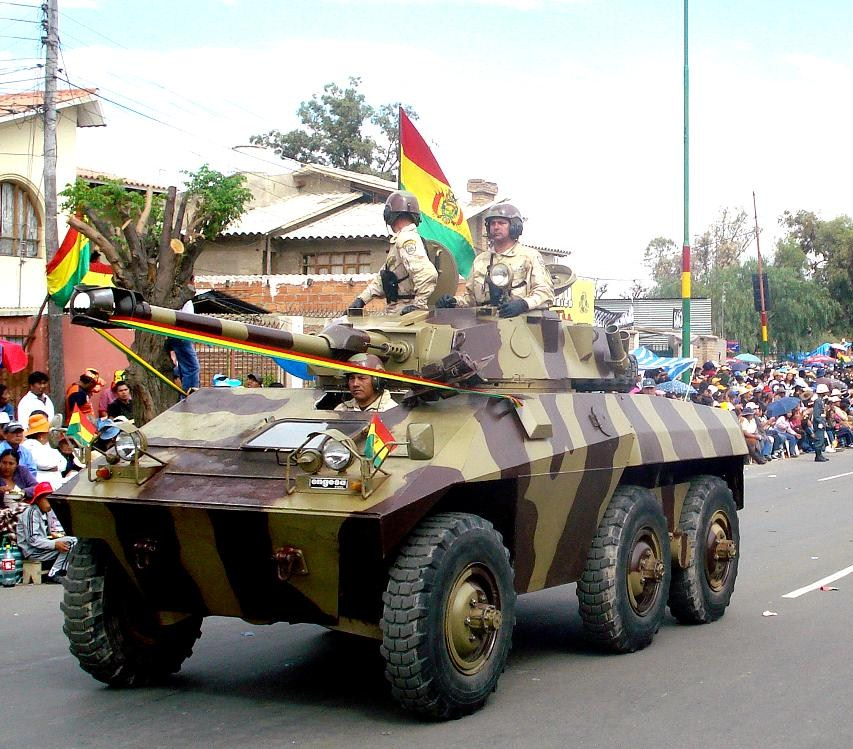
ボリビア軍のカスカベル Mk.II